# ISO/IEC 27001
ISO/IEC 27001，其名稱是《資訊科技—安全技術—資訊安全管理系統—要求》（Information technology — Security techniques — Information security management systems — Requirements）是資訊安全管理的國際標準。此標準一開始是由國際標準化組織（ISO）及国际电工委员会（IEC）在2005年聯合發佈，曾在2013年改版，最近一次改版是在2022年。其中有列出有關資訊安全管理系統（information security management system、ISMS）架構、實施、維護以及持續改善上的要求，目的是幫助組織可以使其保管的資訊資產更加安全。2017年時，歐洲有更新此標準，並且出版。組織若要符合此標準的要求，在成功完成一次內部審計後，可申請由合格的認證單位進行認證。
ISO/IEC 27001設計包括的範例不只是IT部門而已，
ISO/IEC 27001會要求進行以下的管理：
- 系統性地檢驗組織的資訊安全風險，考慮其威脅、弱點以及影響。
- 設計、實現連貫而且全面的資訊安全控管套件，並且／或者其他的風險管理方案（例如風險避免或風險轉移）來處理無法接受的風險。
- 用總體管理的流程，在現有的基礎上，確認資訊安全管理控管可以持續的符合組織的資訊安全需求。

管理層為了認證的考量，會決定資訊安全管理系統（ISMS）的範圍，例如限制在單一的事業單位或是單一地區。ISO/IEC 27001可以針對個別部門的認證，也可以針對全公司的認證。
ISO/IEC 27000系列中的標準中可以提供設計、實現資訊安全管理系統以及其運作相關的指引，例如在有關資訊安全風險管理的ISO/IEC 27005。

## 標準歷史
ISO/IEC 27001中有許多內容是源自英國標準BS 7799。
BS 7799是由BSI集團提出的標準。由英國貿易和工業部在1995年時改寫，分為幾個部份。
BS7799的第一部份包括資訊安全管理的最佳實務，在1998年修訂。各國的標準機構針對其內容進行長期的討論，最後由ISO在2000年修訂為ISO/IEC 17799《資訊科技—資訊安全管理實務準則》（Information Technology - Code of practice for information security management）。在2005年6月再次修訂，最後在2007年7月整合在ISO 27000的系列標準中（ISO/IEC 27002）。
BS7799的第二部份最早是由BSI在1999年發佈，稱為BS 7799第二部《資訊安全管理系統—規範及使用指引》（Information Security Management Systems - Specification with guidance for use）。BS 7799-2注重如何實現資訊安全管理系統（ISMS），在BS 7799-2中稱為資訊管理結構及控制。這部份後來成為ISO/IEC 27001:2005。BS 7799第二部份後來在2005年11月被ISO修改為ISO/IEC 27001。
BS 7799第三部份是在2005年後發佈，包括了風險分析及管理，後來變成ISO/IEC 27001:2005。
BS標準中，很少內容有引用ISO/IEC 27001。

## 認證
許多認可註冊商可以認證資訊安全管理系統是否符合ISO/IEC 27001。若是針對ISO/IEC 27001各國版本（例如日本的JIS Q 27001）的認證，在功能上等效於針對ISO/IEC 27001的認證。
有些國家會將認證管理系統的組織稱為「認證機構」（certification bodies），有些則稱為「登記機構」（registration bodies）、「評估及登記機構」（assessment and registration bodies）、「認證／登記機構」（certification/ registration bodies）等。

## 外部連結
- ISO website（页面存档备份，存于）